# 15603 Kimyoonji
15603 Kimyoonji este o planetă minoră (asteroid), cu un diametru de 6,392 km, din centura de asteroizi. A fost descoperită pe 7 aprilie 2000 la Experimental Test Site⁠(d) de Lincoln Near-Earth Asteroid Research. 
Obiectul prezintă o orbită caracterizată de o semiaxă mare de 2,794531 UAi, o excentricitate de 0,07, o înclinație de 6,4911 ° în raport cu ecliptica.